# Sarah Harding
Sarah Nicole Harding (Ascot, 17 novembre 1981 – Manchester, 5 settembre 2021) è stata una cantante, attrice e modella britannica.

## Biografia

### Origini
Nata ad Ascot, prima di diventare famosa insieme alle quattro componenti del gruppo musicale pop delle Girls Aloud nel 2002 ha prestato la voce per un progetto musicale chiamato Project G senza però pubblicazioni ufficiali. Partecipava anche a serate karaoke nei locali della sua città e parallelamente svolgeva l'attività di modella.

### Con le Girls Aloud
Nel 2002 partecipa al reality show Popstars, il cui obiettivo era costituire un gruppo musicale femminile (ma anche uno maschile) di cinque componenti. Sarah Harding fu l'ultima ad essere scelta, battendo la rivale Javine Hylton, diventata famosa negli anni a seguire con una carriera solista. Insieme alle Girls Aloud, questo il nome del gruppo, la Harding riscuote un grande successo vendendo altissimi numeri di copie dei vari album e singoli pubblicati negli anni a seguire, e si è distingue dalle altre quattro componenti per la sua pettinatura, sempre diversa in ogni video musicale prodotto. Insieme alle Aloud ha partecipato a numerosi eventi televisivi e campagne pubblicitarie, come la promozione dell'azienda di tinture per capelli Sunsilk nel 2007, ma è stata anche unica protagonista della campagna promozionale della Coca-Cola Zero in Irlanda.
Nello stesso anno ha recitato in un cameo insieme alle compagne del gruppo per il film St. Trinian's, per il quale hanno inciso una canzone della colonna sonora, Theme to St. Trinian's.
Successivamente ha preso parte ad altri due film con ruoli secondari, Bad Day del 2008 e il film per la tv Freefall, mentre nel 2009 ha debuttato come attrice protagonista nella seconda parte del film dove ha fatto la sua prima apparizione cinematografica; ha interpretato Roxy in St. Trinian's II: The Legend of Fritton's Gold, film per il quale ha inciso alcuni brani come solista per la colonna sonora tra cui Too Bad.

### Malattia e morte
Il 26 agosto 2020 annuncia di essere affetta da un cancro al seno, oramai diffusosi ad altre parti del corpo e necessitante di un trattamento di chemioterapia. Muore il 5 settembre 2021, dopo circa un anno dalla diagnosi, a 39 anni.

## Filmografia

### Cinema
- St. Trinian's, regia di Oliver Parker e Barnaby Thompson (2007)
- Bad Day, regia di Ian David Diaz (2008)
- St Trinian's 2 - The Legend of Fritton's Gold, regia di Oliver Parker e Barnaby Thompson (2009)
- Run for Your Wife, regia di Ray Cooney e John Luton (2011)

### Televisione
- Freefall, regia di Dominic Savage – film TV (2009)